# Dermatology
Dermatology es una revista médica revisada por pares publicada por Karger Publishers . Se estableció en 1893 como Dermatologische Zeitschrift y pasó a llamarse Dermatológica en 1939. Obtuvo su nombre actual en 1993. El editor en jefe fundador fue Oskar Lassar . Otros editores notables fueron Wilhelm Lutz (1939–1958) y Rudolf Schuppli (1959–1985)., su actual (2022) editor jefe es Gregor BE Jemec (Hospital Universitario de Zelanda , de Roskilde, Dinamarca). Era el diario oficial de la Schweizerische Gesellschaft für Dermatologie und Venere y de la Sociedad Belga de Dermatología y Sifiligrafía . Según el Journal Citation Reports, la revista tiene un factor de impacto 2019 de 3.695.

## Métricas de revista
2022
- Web of Science Group : 3.990
- Índice h de Google Scholar: 97
- Scopus: